# Asmodée Éditions
Asmodée Éditions è un editore e distributore francese di giochi da tavolo, di carte e di ruolo. La compagnia è stata fondata nel 1986 come Siroz Productions, cambiò nome in Idéojeux nel 1990 e infine assunse il nome corrente il 1º marzo 1990. È uno dei principali editori e distributori di giochi europei con una rete di vendita estesa in 44 nazioni al 2014. In Italia opera attraverso l'editore italiano Asterion Press acquisito nel 2014.

## Storia
La Siroz Productions (il nome è un omofono per cirrhose ("cirrosi epatica" in francese) fu fondata nel dicembre 1986 da Eric Bouchaud e Nicolas Théry, due liceali di Viroflay desiderosi di pubblicare il loro gioco di ruolo Zone.. I due autori intendono proporre uno spirito di gioco di ispirazione francese rispetto all'heroic fantasy di ispirazione inglese che dominava il mercato dei giochi di ruolo. Con questo spirito pubblicarono in seguito anche cyberpunk Berlin XVIII e lo space opera Whog Shrog. Successivamente si unisce alla Siroz anche Croc, che aveva già autopubblicato i suoi primi giochi, Bitume, Gore ! e Animonde, ma non aveva più le risorse per pubblicare il suo nuovo gioco In Nomine Satanis/Magna Veritas che fu pubblicato dalla Siroz nel 1989.
Nel 1990 Marc Nunès, terminato il servizio militare entra nella Siroz e sotto la sua guida assume una struttura societaria più solida con il nome Idéojeux, ma i due fondatori sono espulsi dalla società.
Il 1º marzo 1995 la società assume il nome Asmodée Éditions.
Dal 2003 pubblica l'edizione in francese del gioco di carte collezionabili Pokémon.
A partire dal 2007 si concentra sull'edizione e distribuzione di giochi da tavolo abbandonando del tutto la produzione di giochi di ruolo. Gli ultimi prodotti sono due supplementi per COPS e la quarta edizione di In Nomine Satanis/Magna Veritas tra il 2006 e il 2007.
Dal 2010 si espande sempre più all'estero, nel 2012 apre una filiale a Shangai e nell'agosto 2014 acquista l'editore statunitense Days of Wonder. Il 17 novembre 2014 annuncia la fusione con la statunitense Fantasy Flight Games.
Al gennaio 2014 la società è controllata al 79,4% dal gruppo di investimento Eurazeo.

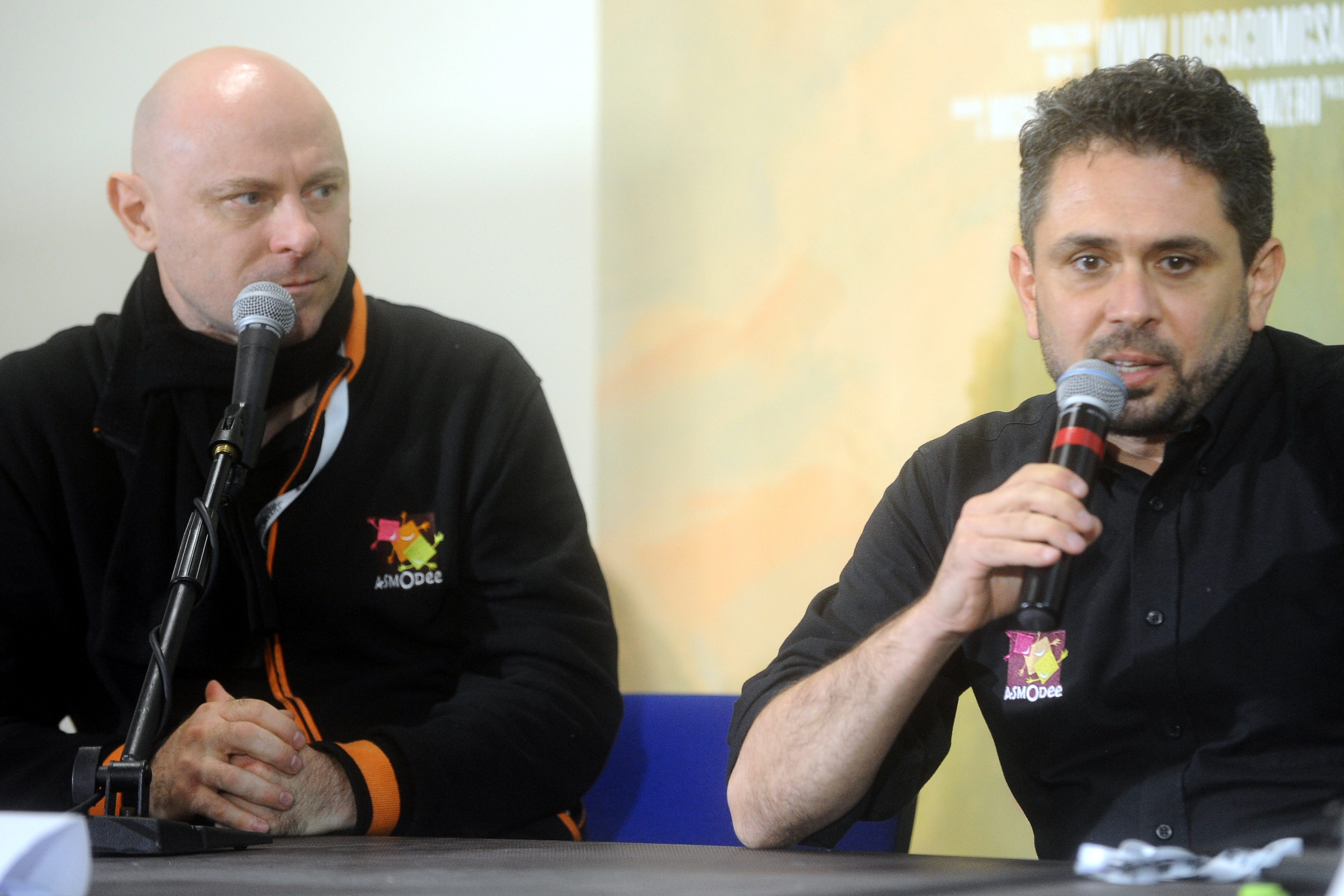
Luca Cattini e Massimo Bianchini di Asterion Press - Asmodee Italia

Il 5 marzo 2015 Asmodee acquista l'editore italiano Asterion Press, che già distribuiva i suoi giochi in Italia.
Allo stesso tempo anche l'editore belga Pearl Games si unisce ad Asmodee Editions
Asmodée detiene anche i marchi editoriali Descartes Editeur e Eurogames, comunque dalla loro acquisizione non li ha utilizzati per pubblicare nuovi giochi.

## Giochi
La ditta oltre a pubblicare suoi propri giochi pubblica anche le edizioni in francese di giochi di altri editori, in particolare detiene i diritti per le edizioni francese dei giochi della WizKids.
Tra i giochi che ha pubblicato ci sono:
- Jungle Speed, di Thomas Vuarchex e Pierric Yakovenko, 1997
- Dungeon Twister, di Christophe Boelinger, 2004
- Ca$h 'n Gun$, di Ludovic Maublanc, 2005
- Diplomacy, di llan B. Calhamer (riedizione), 2006
- Formula D, di Éric Randall e Laurent Lavaur, 2008
- Ghost Stories, di Antoine Bauza, 2008
- Hanabi, di Antoine Bauza, 2012
- Jaipur, di Sébastien Pauchon, 2009
- Dobble, di Denis Blanchot, 2010

## Libri
La Asmodee è editrice anche dei seguenti romanzi:
- Per la linea Romanzi Arkham Horror:
  - Maschera d'Argento
  - L'Ultimo Rituale
  - La Collera Di N'Kai
- Per la linea Romanzi Marvel
  - Untold. Il Tormento Di Doom
  - Xavier's Institute. La Prima Squadra
  - Xavier's Institute. Libertà & Giustizia Per Tutti
  - Legends of Asgard. La Spada di Surtur
  - Legends of Asgard. La Testa di Mimir
  - Heroines. Rogue Untouched
  - Heroines. Domino Strays
- Linea Romanzi
  - Fiumi di Veleno
  - La Maledizione dell'Onore
  - Twilight Imperium. Il Varco nel vuoto
  - Watch Dogs: Legion Day Zero
  - Descent - Il Destino di Fallowhearth
  - KeyForge. Racconti del Crogiolo
  - T.I.M.E. Stories. Il Caso Heiden